# Plectrocnemia corna
Plectrocnemia corna là một loài Trichoptera trong họ Polycentropodidae. Chúng phân bố ở miền Cổ bắc.